# Ketchikan Gateway Borough
Ketchikan Gateway Borough ist ein Borough in Alaska, Vereinigte Staaten. Der Bezirk liegt im Süden des sogenannten Alaska Panhandle. Bei der Volkszählung im Jahr 2020 wurden 13.948 Einwohner gezählt. Verwaltungssitz ist Ketchikan.

## Geographie
Der Bezirk hatte vor der Eingliederung von 2008 eine Fläche von 4545 Quadratkilometern; davon sind 3194 Quadratkilometer Land und 1349 Quadratkilometer (29,69 Prozent) Wasserflächen.

## Geschichte
Das Borough wurde am 13. September 1963 gegründet.
Am 19. Mai 2008 fielen große Teile des damaligen Prince of Wales-Outer Ketchikan Census Areas, darunter die Region Outer Ketchikan, an den Borough.

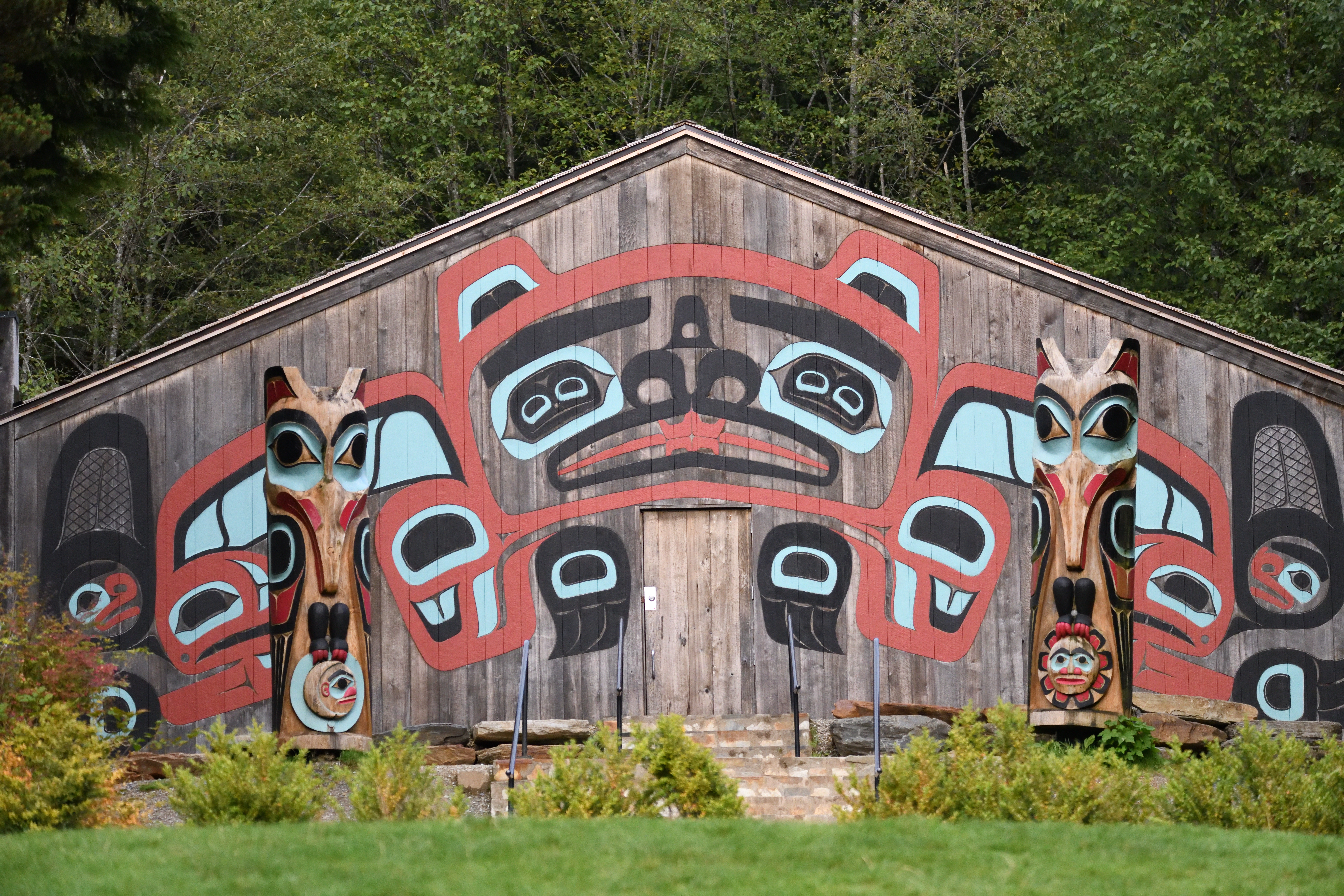
Der Saxman Totem Park ist seit August 1979 im NRHP eingetragen.

20 Bauwerke und Stätten des Boroughs sind im National Register of Historic Places (NRHP) eingetragen (Stand 21. April 2020), darunter die Alaska Totems, der Downtown Ketchikan Historic District und der Saxman Totem Park.

## Städte und Orte
Im Ketchikan Gateway Borough befinden sich zwei Cities (Gemeinden) (Stand 2020).
- Ketchikan
- Saxman